# Ximena Bedregal
Ximena Bedregal Sáez (Bolivia, 1953) es una feminista, arquitecta especialista en bioarquitectura, escritora, fotógrafa videoasta, catedrática, editora, cultivadora de huertas y encuadernadora boliviana, chilena y mexicana, teórica del feminismo circunscrita al denominado feminismo autónomo-radical y cercana a la corriente del feminismo de la diferencia.

## Biografía
De padre boliviano y madre chilena, Bedregal pasó su infancia y juventud entre su natal Bolivia y Chile. Realizó sus estudios superiores en arquitectura y artes en la Universidad de Chile y en la Universidad Mayor de San Andrés, donde también estudió cine. Luego de ser apresada por las dictaduras del Cono Sur en el marco de la llamada "Operación Cóndor", Bedregal salió exiliada a México  donde reside hasta hoy habiendo obtenido la nacionalidad mexicana y donde hizo la maestría en urbanismo en la Universidad Autónoma de México. 

## Obra
Escritura y edición
En su trabajo como teórica y escritora pueden observarse propuestas desde una óptica feminista crítica del concepto de género, alejada del activismo centrado en que el Estado otorgue mejoras, con una amplia crítica hacia los  discursos y prácticas políticas que privilegian la igualdad con los hombres y el empoderamiento en el sistema patriarcal por sobre la autonomía y libertad de las mujeres y hacia la búsqueda aspiracional de legitimación en los poderes masculinos establecidos. Adicionalmente, ha abordado en varias publicaciones temas que van desde el análisis del patriarcado y sus guerras, pasando por análisis visuales del uso de la mujer en el arte, hasta el rol de la mujer dentro de algunos movimientos indígenas -como en el caso del Zapatista-. Bedregal también ha hecho fuertes cuestionamientos a la debilidad de la legislación en pro de los derechos de la mujer en México, a la ineficiencia de algunos programas internacionales en torno a la violencia contra las mujeres, a los impulsos y apoyos internacionales para el llamado "lobby" al que califica de "política de tráfico de influencias" o hacia los programas de microcréditos del FMI. Bedregal se define como abolicionista en relación con la prostitución y define al tema llamado "vientres de alquiler" como una forma más de apropiación y explotación de los cuerpos de las mujeres.
En el ámbito editorial, fundó y editó la revista feminista La Correa feminista en el marco del grupo denominado «Cómplices de México» y luego la editorial feminista del mismo nombre. La revista pasó a ser el referente del feminismo autónomo del continente hispanohablante, y la editorial sacó más de una docena de libros de feminismo, poesía y literatura. Esto mientras que trabajó para el diario mexicano La Jornada como periodista y como editora del suplemento feminista Triple Jornada junto a Rosa Rojas. Además, ha realizado colaboraciones en varias revistas, entre ellas Debate feminista y Pukara. Por casi una década - los años 90 hasta iniciada esta década- diseñó, realizó y mantuvo el primer sitio feminista multimedia en la internet llamado Creatividad Feminista que contaba con muchas secciones escritas y gráficas e incluso una pequeña radio y TV en streaming. Este sitio llegó a tener un millón de lectoras al año, lo cual en su momento era algo extraordinario para una temática como esta.
Arquitectura y feminismo
Como arquitecta, teórica y activista feminista su obra más completa es, posiblemente, la concepción, diseño y construcción de la primera ecoaldea feminista del continente llamada Femterra, al norte del Estado de Morelos, en México y que viene realizando desde el año 2017. En esta obra concebida como un espacio de libertad y creatividad solo de y para mujeres, se plantean espacios para vivir apoyándose colectivamente entre mujeres y desde lo cotidiano "deshacer las dicotomías entre manual vs intelectual, naturaleza vs cultura y cuerpo vs mente". Para ello se diseñan no sólo huertos y espacios para aprender a relacionarse con la naturaleza y ser lo más autosustentable posible, sino también espacios de reflexión y lectura como el gran salón y la biblioteca así como talleres de oficios no tradicionalmente pensados para mujeres como carpintería, herrería, albañilería. El conjunto está dividido en la parte colectiva -que también funciona como escuela para mujeres- y las viviendas individuales, todo concebido desde la bioconstrucción que Bedregal realiza con materiales naturales como paja, tierra, madera y cal. 
Artes visuales y fotografía
Por otro lado, como artista visual y fotógrafa ha participado en varias exposiciones colectivas e individuales, entre las que se encuentran Como mujer no tengo Patria, el mundo entero es mi tierra – La tira de la Peregrinación en el Museo Nacional de Arte de Bolivia en La Paz (2009), Bolivia, luces y sombras de un proceso en el Centro Cultural de Defensa y Promoción de los Derechos Humanos de Morelos (2009) y Bolivia Resistencia y Esperanza: una muestra documental del proceso boliviano en la Casa de la Cultura de Tlayacapan (2009).. En video ha realizado varios documentales breves, algunos para el diario La Jornada en Internet y dos videos artísticos/biográficos; uno sobre la afamada poetisa Boliviana Yolanda Bedregal y otro sobre el pintor, también boliviano, Juan Conitzer los cuales se han difundido ampliamente tanto en museos como en televisoras de Bolivia.

## Publicaciones
- Hilos nudos y colores en la violencia hacia las mujeres (editorial CICAM, 1991) en coautoría con Irma Saucedo y Florinda Riquer.
- Permanecia Voluntaria en la Utopía (editorial CICAM, 1997).
- Feminismos cómplices: gestos para una cultura tendenciosamente diferente (México-Santiago: La Correa Feminista, 1993) en coautoría con Margarita Pisano, Francesca Gargallo, Amalia Fisher y Edda Gaviola.

Como editora
- Ética y Feminismo (editorial CICAM, 1995).

Colaboraciones
- Chiapas, y las mujeres qué? (La Correa Feminista, 1994): diseño interior.